# رالف ليو هايز
رالف ليو هايز (بالإنجليزية: Ralph Leo Hayes)‏ هو قسيس أمريكي، ولد في 21 سبتمبر 1884 في بيتسبرغ في الولايات المتحدة، وتوفي في 5 يوليو 1970 في دافنبورت في الولايات المتحدة.